# 広渡一湖
広渡 一湖（ひろわたり いっこ、正保元年（1644年） – 元禄15年(1702年)）は、江戸時代前期の長崎派画家。
本姓末次氏。通称小左衛門。肥後国の人。

## 略伝
熊本藩御用絵師の末次弥次兵衛を兄にもつ。寛文年間に長崎に出て佐賀藩武雄の御用絵師広渡心海（法橋心海）に師事。狩野派系の画を修め、画才が認められ広渡姓を譲り受け改名。後には清人の画家陳清斎に画の教えを請うている。
元禄12年（1699年）に長崎奉行所より唐絵目利に任ぜられる。一湖没後は実子湖春が家督と役職を継いだ。
以降、渡辺家・石崎家・荒木家などとともに唐絵目利の職を世襲し、長崎派の中心的な存在となる。広渡家はほかの三家に比べて狩野派的な画風が色濃い。

## 文献資料
- 『崎陽画家略伝』
- 『慶応元年調査明細分限帳』